# Кирос
Кирос (на старогръцки: Κύρρος; на латински: Cyrrhus) е древен град в Северна Гърция.

## Местоположение
Развалините на Кирос са открити южно от ениджевардарското село Обор на мястото на изселеното село Градище.

## История
Кирос е споменат за пръв път от Тукидид в V век пр. Хр., който казва, че Ситалк навлиза в Македония вляво от Пела и Кирос. Градът процъфтява през елинистическата епоха и сред най-големите градове на Долна Македония заедно с Верия, Миеза, Едеса, Скидра, Пела и Европос. На три километра южно от града минава важният римски път Виа Егнация, като при Кирос има кръстопът и станция за смяна на конете. Станцията в местността Долно Въдрища е частично разкрита. В акропола на Кирос е открита мраморна стела с надпис, който покрай другото говори и за контрола върху незаконните сгради на общинска земя в града и за работи по преустройство на агората. Колоната е използвана повторно в подпорна стена на храма на Атина.
На малко разстояние югозападно от акропола има праисторическа селищна могила, обитавана от късния неолит и бронзовата епоха (V – II хилядолетие пр. Хр.). В гробовете от късния неолит (края на IV хилядолетие) са открити златни надгробни маски и други златни предмети, изложени в Солун. Между акропола и праисторическата могила са открити останки от късноантичен мост, построен с античен материал и хоросан.
В южното подножие на Паяк, северно от Обор, на 300 m надморска височина в местността Калъпите (Καλούπια) е открита антична кариера, от която е добиван твърд сив варовик с високо качество. С камъни от тази кариера са строени сгради в античната Пела – двореца, агората, храмове и къщи, както и в Кирос – стената. Открити са и специалните пътища за транспортиране на камъните. Разработването на кариерата вероятно започва в класическия период.
В 1976 година развалините на града и каменоломните на Кирос в Паяк са обявени за паметник на културата.